# Bey (Titel)
Bey (ursprünglich Beg; persisch und osmanisch بگ Beg bzw. Beyg; arabisch بك Bek) ist ein türkischer Herrschertitel, gleichbedeutend mit dem arabischen Titel amīr. Die weibliche Entsprechung ist Begum.

## Etymologie
Der Titel wird in der Form bäg bereits in den alttürkischen Orchon-Inschriften erwähnt und heißt „Stammesführer“ (im Vergleich zum Chagan, dem Führer einer Stammesföderation). Die dialektalen Variationen bäk, bek, bey, biy, bi, pig stammen alle vom alttürkischen bäg ab. Der Ursprung des Wortes ist nicht ganz geklärt. Während Gerhard Doerfer auch eine türkische Etymologie für möglich hält, wird in der Fachliteratur mehrheitlich davon ausgegangen, dass es sich um ein Lehnwort handelt. Zwei Möglichkeiten stehen zur Debatte:
1. der mittelpersische Titel bag (auch baγ/beγ, altiranisch baga; vgl. Sanskrit भगवत् bhagvan) mit der Bedeutung „Herr“ bzw. „Meister“, unter anderem ein Titel der sassanidischen Könige; Peter Golden führt den Begriff über sogdisch bġy auf dieselbe iranische Wurzel zurück.[4] Vgl. auch Bagdad (Baġdād, pers. „Geschenk des Herren“).
2. das chinesische pö (mit einer älteren Form pök oder pak; nach Edwin Pulleyblank perjk), mit der Bedeutung „Ältester (Bruder)/Feudalherr“, oftmals ein Angehöriger dritten Grades des Adels.[1]

Als sicher gilt, dass das Wort keinerlei Verwandtschaft hat mit dem türkischen berk, „stark“ (mongolisch berke), oder dem türkischen bögü, „Schamane“ (mongolisch böge).

## Verwendung
Bey war im frühen Mittelalter der Herrschertitel der innerhalb des Sultanats der Rum-Seldschuken organisierten anatolischen Kleinfürstentümer. Mit dem Zerfall des Rum-Seldschukenreiches wurden diese Fürsten selbständig, darunter auch die frühen osmanischen Herrscher (die erst 1383 den Sultanstitel annahmen).
Mit der Etablierung des Osmanischen Reiches betitelte Bey die Statthalter einer Unterprovinz (Beylik, Sandschak), die wiederum einem Pascha als Gouverneur einer Großprovinz unterstanden. Insbesondere die Beys (bzw. Deys) in den nordafrikanischen Barbareskenstaaten erlangten jedoch ein beachtliches Maß an politischer Autonomie, etwa die Regenten von Tunis von 1628 bis 1956.
Ebenso als Bey tituliert wurden Militärs (etwa im Rang eines Majors oder Obersten) und zivile Beamte der gehobenen Rangstufe.
Als Rangabzeichen wurde den Beys ein Rossschweif (Tugh) vorangetragen; dieser Brauch wurde von Sultan Mahmud II. (1785/1808–1839) abgeschafft. Der Titel war dem Namen hintangestellt; 1934 wurde der auch als Ehrentitel benutzte Titel in der Türkei, 1953 in Ägypten abgeschafft. Die nächsthöheren Titel waren Pascha und Wesir, untergebene Titel waren rangniedere Aghas (nicht aber die Agas der Janitscharen) und Efendi.

## Die Bedeutung Beg in Mittelasien
In Mittelasien gilt für kiptschakische Nomadenstämme die Bezeichnung beg bzw. bij als Stammesführer. Die Stammesführer, die unter sich Konföderationen mehrerer Stammesführer vereinen konnten, nannten sich in Anlehnung an den Titel Dschingis Khans chon.

## Die Bedeutung der Beis in Nordafrika

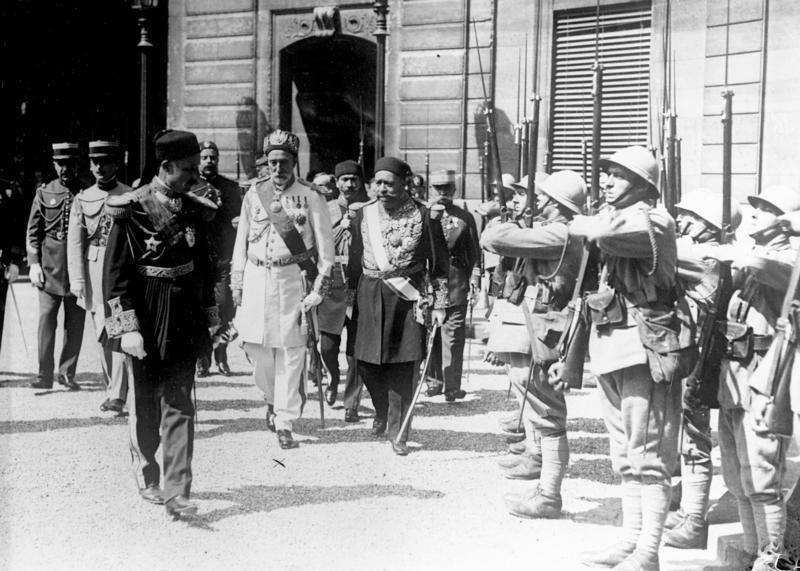
Muhammad VI. al-Habib, 1922–29 Bey von Tunis, in Paris

In Nordafrika hielt sich die frühe osmanische Tradition, Statthalter des Sultans als Bei zu titulieren, in den (faktisch weitgehend unabhängigen) osmanischen Provinzen Libyen, Algier und Tunis. Die Beis (bzw. Deis) von Algier wurden 1830 im Zuge der französischen Eroberung Algeriens abgesetzt, der letzte osmanische Bei von Libyen musste 1912 den neuen italienischen Kolonialherren weichen.
Am längsten überlebte das regionale Herrscheramt des Beis von Tunis, das seit 1705 von den Husainiden, den aus Anatolien stammenden Nachkommen des Beis Husain I. (1705–1735), quasi erblich gemacht worden war. Bis 1837 führten die Husainiden-Beis den osmanischen Titel eines Beilerbei („Herr der Herren“), seither den Titel „Bei und Besitzer des Königreiches von Tunis“, den sie mit dem Stil „Hoheit“ verbanden und der 1871 vom osmanischen Sultan bestätigt wurde. 1881 sah sich Muhammad III. as-Sadiq Pascha Bei (1859–1882) gezwungen, die französische „Schutzherrschaft“ (Protektorat) anzuerkennen. Frankreich beließ, anders als in Algerien, die lokale Herrscherdynastie offiziell im Amt, kontrollierte aber die Husainiden-Beis über einen Generalresidenten (Protektoratsverwalter).
1943 setzten – ein einmaliger Fall – die „Freien Franzosen“ de Gaulles den Bei Muhammad VII. al-Munsef alias Moncef Bey (1942–1943; † 1948) unter dem Vorwurf ab, ein Anhänger des Vichy-Regimes zu sein. Sein Cousin und Nachfolger Muhammad VIII. al-Amin (1943–1957) war nicht nur der letzte Bei von Tunis unter französischem Protektorat, sondern – nach Proklamation der Unabhängigkeit Tunesiens – auch der erste und einzige König von Tunesien (März 1956 bis Juli 1957), bevor der eigentliche neue Machthaber Premierminister Habib Bourguiba die Republik proklamierte. Der Ex-Bei und Ex-König verstarb unter Hausarrest 1962.